# آلساندرو آلتوبلی
آلساندرو آلتوبلی (به ایتالیایی: Alessandro Altobelli) بازیکن فوتبال و مهاجم پیشین اهل ایتالیا است 

## تیم ملی
از سال ۱۹۸۰ میلادی عضو تیم ملی فوتبال ایتالیا بوده و در ۶۱ بازی ملی حضور داشته‌است. او در بازی‌های ملی‌اش ۲۵ گل به ثمر رساند.
آلساندرو آلتوبلی آخرین بازی ملی خود را در سال ۱۹۸۸ میلادی انجام داد. وی یکی از گلزنان فینال جام جهانی ۱۹۸۲ مقابل آلمان غربی بود. او با بثمر رساندن ۲۰۹ گل دومین گلزن برتر باشگاه اینترمیلان بعد از جوزپه مه اتزا است.